# Aloe makayana
Aloe makayana ist eine Pflanzenart der Gattung der Aloen in der Unterfamilie der Affodillgewächse (Asphodeloideae). Das Artepitheton makayana verweist auf das Vorkommen der Art im Makay-Gebirge auf Madagaskar.

## Beschreibung

### Vegetative Merkmale
Aloe makayana wächst einzeln und stammlos oder bildet einen kurzen niederliegenden bis hängenden Stamm aus. Die 15 bis 22 ausgebreiteten, deltoiden Laubblätter bilden ziemlich lockere Rosetten. Die graugrüne Blattspreite besitzt oft einen purpurnen oder rötlichen Farbton. Sie ist 30 bis 40 Zentimeter lang und 6,5 bis 9 Zentimeter breit. Die harten, dreieckigen, weißen oder rosafarben, rückwärts gerichteten Zähne am weißen oder rosafarbenen Blattrand sind kürzer als 1 Millimeter und fließen an der Blattbasis fast zusammen. Der Blattsaft trocknet leuchtend gelb.

### Blütenstände und Blüten
Der Blütenstand besteht aus bis zu fünf Zweigen und erreicht eine Länge von 90 Zentimeter. Die ziemlich lockeren Trauben sind kurz kegelförmig. Die Brakteen weisen eine Länge von 2 bis 3 Millimeter auf. Die blass rosafarbenen bis weißlichen Blüten hängen an 20 bis 28 Millimeter langen, horizontal ausgebreiteten Blütenstielen. Die Blüten sind 26 bis 30 Millimeter lang. Auf Höhe des Fruchtknotens weisen die Blüten einen Durchmesser von 7,5 Millimeter auf. Ihre äußeren Perigonblätter sind auf einer Länge von etwa 15 Millimetern nicht miteinander verwachsen. Die Staubblätter und der Griffel ragen 4 bis 6 Millimeter aus der Blüte heraus.

## Systematik und Verbreitung
Aloe makayana ist auf Madagaskar im Makay-Gebirge auf steilen Hängen aus quarzitischen Sandstein in einer Höhe von 580 bis 650 Metern verbreitet. Die Art ist nur aus dem Gebiet des Typusfundortes bekannt.
Die Erstbeschreibung durch John Jacob Lavranos, Bakolimalala Rakouth und Thomas A. McCoy wurde 2008 veröffentlicht.

## Nachweise